# 李相碧

李相碧（朝鲜语：／ ， 1924年3月30日—1997年12月25日 ），朝鮮播音员，在咸镜北道清津市出生。 他以平壤为中心创制文化語，并被认为对报道、直播、政治观点、宣传文章等广播方式做出卓越贡献。 
1938年，李毕业于清津商业培训学校， 1959年，李毕业于中央党校。 1945年8月15日朝鲜独立后，任咸镜北道清津广播电台播音员，1947年起任平壤中央广播电台播音员。 
他撰写关于朝鲜劳动党，金日成主席和金正日委员长的活动有关的重大政治时事新闻稿、朝鲜人民军最高司令部报告、朝鲜人民军最高司令部的重要声明、朝鲜民主主义人民共和国政府和朝鲜劳动党，朝鲜人民军最高司令官命令、朝鲜劳动党党代会以及朝鲜民主主义人民共和国参与的国家赛事和体育赛事。他参与1966年世界杯朝鲜国家足球队比赛的直播和在1989年于平壤举行的第13届世界青年与学生联欢节的开闭幕式。
在担任平壤话剧电影大学兼职教授期间，于1980年获得语言学学士学位。授予朝鲜国旗勋章， 1966年获人民播音员称号，1972年获金日成桂冠称号， 1984年获劳动英雄称号。 
其著作有《广播叙事论》、《对话》、《谈话》、《朝鲜演讲艺术》、《广播艺术》等，其墓葬位于愛國烈士陵園。